# Sandersonia aurantiaca
Sandersonia aurantiaca là một loài thực vật có hoa trong họ Colchicaceae. Loài này được Hook. miêu tả khoa học đầu tiên năm 1853.